# Sherri Williams
Sherri Williams est une joueuse de volley-ball américaine née le 14 janvier 1982 à Orlando (Floride). Elle mesure 1,88 m et joue au poste de centrale.

## Clubs
| Club                   | De        | À         |
| ---------------------- | --------- | --------- |
| University of Florida  | 2000-2001 | 2003-2004 |
| VfB Suhl               | 2005-2006 | 2006-2007 |
| Club Voleibol Haro     | 2007-2008 | 2008-2009 |
| Club Voleibol Tenerife | 2009-2010 | 2010-2011 |
| LP Kangasala           | 2011-2012 | 2012-2013 |
| Volley-Ball Nantes     | 2013-2014 | …         |

## Palmarès
- Coupe de Finlande
  - Vainqueur : 2012.
- Championnat de Finlande
  - Finaliste : 2013.
- Championnat de France
  - Finaliste : 2014.
- Coupe de France 
  - Finaliste : 2014.